# Cali Agents
Pour les articles homonymes, voir Cali et Agent.
Cali Agents est un groupe de hip-hop américain, originaire de Fresno, en Californie. Il est formé au début des années 2000 par les rappeurs Rasco et Planet Asia, et connaît un engouement certain notamment avec la publication de son premier album How the West Was One en juin 2000.

## Biographie
Cali Agents est formé dans les années 2000 par les rappeurs solo originaires de la Côte Ouest, Rasco et Planet Asia, tous les deux piliers de la scène hip-hop. Le groupe publie son premier album, How the West Was One le 13 juin 2000, au label Ground Control, sur lequel figure le single Good Life, classé 36e au Billboard Hot Rap Singles. L'album est bien accueilli par l'ensemble de la presse spécialisée,,. Paste Magazine classe l'album troisième dans sa liste des « 12 albums hip-hop qui méritent le plus d'attention. » Il s'ensuit l'album Head of the State en 9 mars 2004 au label Groove Attack, puis Fire & Ice le 7 novembre 2006 au label HBD.

## Discographie

### Albums studio
- 2000 : How the West Was One
- 2004 : Head of the State
- 2006 : Fire & Ice

### Compilation
- 2003 : Hip Hop Classics